# Néant-sur-Yvel
 Néant-sur-Yvel  (en bretón Neant) es una población y comuna francesa, situada en la región de Bretaña, departamento de Morbihan, en el distrito de Vannes y cantón de Mauron.

## Demografía
| 1076 | 939 | 870 | 835 | 882 | 851 |
| Para los censos de 1962 a 1999 la población legal corresponde a la población sin duplicidades (Fuente: INSEE [Consultar]) |     |     |     |     |     |